# アパラチアンリーグ
アパラチアンリーグ（英語: Appalachian League）は、アメリカ合衆国の大学野球サマーリーグ。かつてはメジャーリーグベースボール（MLB）傘下のマイナーリーグベースボール（MiLB）ルーキーアドバンスド級のリーグとして活動していた。

## 歴史
1911年設立。東と西の二つの地区に分かれて試合を行う。
2020年シーズンは、6月30日に新型コロナウイルスの感染拡大の影響でシーズンが中止となった。
2020年のシーズン終了後に行われたマイナーリーグの組織再編に伴い、リーグはマイナーリーグとしての歴史を閉じ、2021年からは大学野球リーグとして再出発することになった。